# Thủ Dầu Một (phường)
Thủ Dầu Một là một phường thuộc Thành phố Hồ Chí Minh, Việt Nam. Đây là một trong 4 phường mới của thành phố Thủ Dầu Một (cũ) sau đợt sắp xếp và chỉnh sửa bộ máy hành chính vào năm 2025.

## Địa lý
Phường Thủ Dầu Một nằm ở vùng ngoại ô Thành phố Hồ Chí Minh, giáp với:
- Xã Bình Mỹ về phía tây, phân cách bởi sông Sài Gòn
- Phường Chánh Hiệp về phía bắc
- Phường Phú Lợi về phía đông bắc, phân cách bởi quốc lộ 13
- Phường Thuận An về phía nam

Phường Thủ Dầu Một có diện tích 15.68 km2, dân số năm 2025 là 88.132 người, mật độ dân số đạt 5.621 người/km2.

## Lịch sử
Tên gọi Thủ Dầu Một của phường vốn được kế thừa từ tên của thành phố Thủ Dầu Một, một đơn vị hành chính cấp huyện cũ thuộc tỉnh Bình Dương. 
Vào ngày 22 tháng 4 năm 2025, Ủy ban nhân dân tỉnh Bình Dương thông qua dự thảo tờ trình, đề án và nghị quyết sắp xếp đơn vị hành chính cấp xã của tỉnh Bình Dương, theo đó các phường Phú Thọ, Chánh Nghĩa, Phú Cường, các khu phố 1, 2, 3, 4 của phường Hiệp Thành, các khu phố Chánh Lộc 1, Chánh Lộc 2, Chánh Lộc 7 của phường Chánh Mỹ được hợp nhất lại thành một phường, lấy tên Thủ Dầu Một. Ủy ban nhân dân phường Thủ Dầu Một mới thành lập được đặt tại trụ sở Ủy ban nhân dân thành phố Thủ Dầu Một cũ.

## Văn hóa - du lịch

### Cơ sở thờ tự
- Chùa Hội Khánh
- Chùa Tây Tạng
- Đình Phú Cường
- Nhà thờ chính tòa Phú Cường
- Phước An Miếu
- Thiên Hậu Cung, tên gọi khác là Miếu Bà Thiên Hậu

### Di tích
- Nhà cổ Trần Công Vàng
- Nhà cổ Trần Văn Hổ

### Điểm đến du lịch
- Bảo tàng tỉnh Bình Dương
- Công viên nước Thanh Lễ
- Chợ Thủ Dầu Một
- Nhà truyền thống Thành phố Thủ Dầu Một
- Phố đi bộ Bạch Đằng, nơi tọa lạc tháp biểu tượng được thiết kế theo hình cánh hoa dầu, biểu tượng của tỉnh Bình Dương

## Giao thông
| Các tuyến đường nằm dọc (từ bờ sông vào đất liền) bao gồm: - Đường Nguyễn Tri Phương - Đường Bạch Đằng - Đường Bùi Quốc Khánh - Đường Cách Mạng Tháng Tám - Đường Phạm Ngũ Lão - Đường Hoàng Văn Thụ | Các tuyến đường nằm ngang (từ Bắc xuống Nam) bao gồm: - Đường Huỳnh Văn Cù - Đường Yersin - Đường Thích Quảng Đức - Đường Lào Cai - Đường Ba Mươi Tháng Tư - Đường Lê Hồng Phong |